# 派爾蒙特 (印地安納州)
派爾蒙特（英語：Pyrmont）是位於美國印地安納州卡洛爾縣的一個非建制地區。該地的面積和人口皆未知。

## 地理
派爾蒙特的座標為40°28′03″N 86°40′47″W / 40.46750°N 86.67972°W，而該地的平均海拔高度為206米（即676英尺）。